# Daniel Oliver Guion
Daniel Oliver Guion (20. april 1776 London – 24. december 1811 Nordsøen, ud for Thorsminde)

var kaptajn på kontreadmiral Reynolds' flagskib HMS St. George fra Royal Navy's Østersø-eskadre.
Han omkom under julestormen 1811, da St. George og følgeskibet Defence forliste ved Thorsminde under en sejlads, hvor de skulle eskortere en konvoj af koffardiskibe fra Sydsverige til Storbritannien.
På Strandingsmuseum St. George udstilles mange fundne genstande fra vragene.

## Karriere
Guion deltog 1. juni 1794 som 8. løjtnant på HMS Glory under søslaget kaldet Glorværdige 1. juni sydvest for Irland, hvor Royal Navy angreb den Franske Revolutionflåde, som eskorterede en konvoj af kornskibe.

I 1796 blev han udnævnt til kommandør og var som sådan i marts 1801 på fregatten Eurus under den store landsætning af britiske tropper i Abukir-bugten nordøst for Alexandria i Egypten. Han var én af 5 kommandører, som gik i land for at organisere en bataljon søfolk inden slaget mod franskmændene i Alexandria, hvorfor han senere fra den tyrkiske sultan Selim 3. modtog en guldmedalje.
I 1802 forfremmedes han til såkaldt postkaptajn på orlov med halv løn og kort efter til kaptajn på 50 kanons-troppeskibet HMS Trusty.

## Kaptajn på HMS St. George 1810
I februar 1810 blev Guion udnævnt til kaptajn, men tiltrådte først maj 1810, på kontreadmiral Reynolds' flagskib HMS St. George, en 3-mastet fuldrigger med 3 kanondæk og 98 kanoner, der under kanonbådskrigen efter Københavns bombardement var tilknyttet Royal Navys Østersø-eskadre.
I november 1811 skulle årets sidste konvoj bestående af 129 koffardiskibe under beskyttelse Østersø-eskadren eskorteres fra Hanøbugten ved Karlshamn gennem indre danske farvande til Storbritannien, under ledelse af viceadmiral James Saumarez på HMS Victory og næstkommanderende kontreadmiral Robert Carthew Reynolds på HMS St. George.
Undervejs ankrede konvojen op for at afvente gunstig vind, men en storm den 15. november løsrev et stort handelsskib, som ramte én af St. George's ankerkæder. Kaptajn Guion kappede øjeblikkeligt de øvrige ankerkæder, så skibet faretruende drev med vinden. For at forsinke driften ville Guion skære masterne ned, men det blev afvist af admiral Reynolds, og inden det var for sent, gik skibet på grund ved Rødsand syd for Lolland.

Det lykkedes efter 30 timer at trække St. George fri, men roret tabtes og riggen var ødelagt.
Efter nødtørftig reparation bugseredes skibet til øen Vinga yderst i Gøteborgs skærgård, hvor konvojen de næste par uger lå for anker og imens repareredes skibet yderligere.
Viceadmiral Saumarez havde store betænkeligheder ved at lade St. George fortsætte, men kontreadmiral Reynolds og kaptajn Guion fastholdt at St. George kunne klare turen over Nordsøen.
Konvojen afsejlede 16. december, men den 19. december vendte Royal Navy-skibene St. George, Cressy, Defence og Bellette, samt en del handelsskibe om på grund af storm og høje søer i Skagerrak. St. George's midlertidige ror kunne ikke holde kursen.
Fra svenskekysten besluttede admiral Reynolds på St. George den 21. december at gøre et nyt forsøg på at krydse Nordsøen, men den 23. december pressede en voldsom orkan fra nordvest skibene St. George, Defence, Cressy og Bellette ind mod den jyske vestkyst. Cressy og Bellette forlod de 2 andre og krydsede op mod vinden.
Natten til den 24. december fulgte Defence trofast efter St. George og nåede ikke at dreje af inden det pludselig grundstødte kl. 4.30 nord for Thorsminde. St. George's forsøg på at styre fri af kysten mislykkedes og kl. 6 om morgenen grundstødte det 500 meter fra land på den yderste revle et par kilometer syd for Thorsminde og fik straks alvorlig slagside.
De næste timer var en kamp om overlevelse, men ved 10-tiden om morgenen kom en kæmpebølge og rev 400 mand med sig, døde og levende. Kl. 12 ophørte al kommando. Ifølge mundtlig overlevering frøs kaptajn Guion ihjel.

I alt skal kun 12 af 738 ombordværende på St. George have reddet sig levende i land, hvoraf kun 6 eller 7 overlevede.
I ugerne efter strandingen drev omkring 1.300 lig i land fra St. George og Defence og blev anonymt begravet i de såkaldte Dødemandsbjerge i klitterne.

## Familieforhold
Daniel Oliver Guion var fra London og søn af Daniel Guion (1742-1780) og Ann Harwood. Faderen var af huguenot-familie og handelsmand indenfor flåden. Moderen var matrone på London Hospital.
Storebroderen Gardiner Henry Guion (1775-1832) var også kaptajn i Royal Navy og med årene meget berejst i Europa.
Daniel Oliver Guion blev 1809 gift med den kun 17-årige Sara Fuller-Harnett (1792–1873), kaldet Sally, mod hendes mor og stedfars vilje, men dog med deres accept. Hun voksede op i det herskabelige landhus Crotto House, Kilflynn, County Kerry i det sydvestlige Irland.
I samme hus boede senere lord Horatio Kitchener i sine barndomsår, men huset er nu nedrevet. 
Enken Sally blev aldrig gift igen og efterlod ifølge hendes testamente ingen børn.
Hun døde i Weston-Super-Mare, North Somerset.